# Chimarra argeia
Chimarra argeia är en nattsländeart som beskrevs av Malicky och Chantaramongkol 1997. Chimarra argeia ingår i släktet Chimarra och familjen stengömmenattsländor. Inga underarter finns listade i Catalogue of Life.